# オリンピックの開催地選考
オリンピックの開催地選考（オリンピックのかいさいちせんこう）では、オリンピックの開催地選考について記述する。
古代オリンピックを近代スポーツの祭典として復活させた、1894年の国際オリンピック委員会（IOC）の創設以来、オリンピックに関心のある都市は、オリンピアード競技大会（夏季オリンピック）やオリンピック冬季競技大会の主催都市として選ばれることを競い合ってきた。

## 概要
以下に示すのは、夏季オリンピックまたは冬季オリンピックの招致に立候補した都市の一覧である。
オリンピックは重複を含めて、のべ54都市が招致に成功している。オリンピックの「復活」以来、東ヨーロッパの都市が3度、東アジアの都市が8度、中央アメリカの都市が1度、南アメリカの都市が1度、オセアニアの都市が3度開催地に選ばれている。残りは西側欧米諸国の都市である。アフリカや、中央アジア、中東、そして南アジアの都市は1度も主催都市として選ばれていない。
原則として、開催7年前のIOC総会で開催都市が決定する。たとえば、2012年夏季オリンピックについては2005年7月6日にロンドンが、2016年夏季オリンピックについては2009年10月2日にリオデジャネイロが、2020年夏季オリンピックについては、2013年9月7日に東京が開催地域として選ばれた。
2000年以降は国際パラリンピック委員会との協定により、オリンピック開催都市にはパラリンピック開催の義務も課せられる。
2019年6月のIOC総会では、開催地選定に関する規則の変更が行われた。開催7年前としていた選定時期規定が削除され、複数の都市、地域、国での開催が可能となった。また、「将来開催地委員会」が開意意向のある（もしくはIOCが開催したいと考える）都市・地域・国について調査検討し、理事会に諮ったうえ、理事会提案を受けて総会が承認する、という流れとなった。

## 夏季オリンピック
| 回     | 年              | 最終候補都市              | 最終候補都市 | その他の都市                                                                    | 開催都市を決定したIOC総会                     |
| 回     | 年              | 開催都市                  | 立候補都市 | その他の都市                                                                    | 開催都市を決定したIOC総会                     |
| ------ | --------------- | ------------------------- | --- | ------------------------------------------------------------------------------- | --------------------------------------------- |
| I      | 1896            | アテネ                    | |                                                                                 | 第1次総会 パリ （1894年6月23日）              |
| II     | 1900            | パリ                      | |                                                                                 | 第1次総会 パリ （1894年6月23日）              |
| III    | 1904            | （ セントルイス）         | シカゴ | 第4次総会 パリ （1901年5月22日）                                                |                                               |
| IV     | 1908            | ローマ （ ロンドン）      | ベルリン ミラノ | 第6次総会 ロンドン （1904年6月20日〜22日）                                      |                                               |
| V      | 1912            | ストックホルム            | （他都市立候補なし） | 第10次総会 ベルリン （1909年5月27日）                                           |                                               |
| VI     | 1916            | ベルリン                  | アレクサンドリア アムステルダム ブリュッセル ブダペスト クリーブランド                                                                              | 第14次総会 ストックホルム （1912年5月27日）                                     |                                               |
| VII    | 1920            | アントワープ              | アムステルダム アトランタ ブダペスト クリーブランド ハバナ リヨン フィラデルフィア                                                                  | 第17次総会 ローザンヌ （1919年4月5日）                                          |                                               |
| VIII   | 1924            | パリ                      | アムステルダム バルセロナ ロサンゼルス プラハ ローマ                                                                                                | 第19次総会 ローザンヌ （1921年6月2日）                                          |                                               |
| IX     | 1928            | アムステルダム            | ロサンゼルス | 第19次総会 ローザンヌ （1921年6月2日）                                          |                                               |
| X      | 1932            | ロサンゼルス              | （他都市立候補なし） | 第21次総会 ローマ （1923年4月8日〜12日）                                        |                                               |
| XI     | 1936            | ベルリン                  | アレクサンドリア バルセロナ ブダペスト ブエノスアイレス ケルン ダブリン フランクフルト ヘルシンキ ローザンヌ ニュルンベルク リオデジャネイロ ローマ | 第30次総会 ローザンヌ （1931年5月13日）                                         |                                               |
| XII    | 1940            | 東京 ヘルシンキ           | バルセロナ ローマ | 第35次総会 ベルリン （1936年7月31日）                                           |                                               |
| XIII   | 1944            | ロンドン                  | アテネ ブダペスト デトロイト ヘルシンキ ローザンヌ モントリオール ローマ                                                                            | 第38次総会 ロンドン （1939年6月9日）                                            |                                               |
| XIV    | 1948            | ロンドン                  | ボルチモア ローザンヌ ロサンゼルス ミネアポリス フィラデルフィア                                                                                    | 第39次総会 ローザンヌ （1946年9月3日〜6日）                                     |                                               |
| XV     | 1952            | ヘルシンキ                | アムステルダム シカゴ デトロイト ロサンゼルス ミネアポリス フィラデルフィア                                                                         | 第40次総会 ストックホルム （1947年6月21日）                                     |                                               |
| XVI    | 1956            | メルボルン ストックホルム | ブエノスアイレス シカゴ デトロイト ロサンゼルス メキシコシティ ミネアポリス フィラデルフィア サンフランシスコ                                       | 第43次総会 ローマ （1949年4月28日）                                             |                                               |
| XVII   | 1960            | ローマ                    | ブリュッセル ブダペスト デトロイト ローザンヌ メキシコシティ 東京                                                                                   | 第50次総会 パリ （1955年6月15日）                                               |                                               |
| XVIII  | 1964            | 東京                      | ブリュッセル デトロイト ウィーン | 第55次総会 ミュンヘン （1959年5月26日）                                         |                                               |
| XIX    | 1968            | メキシコシティ            | ブエノスアイレス デトロイト リヨン | 第60次総会 バーデン＝バーデン （1963年10月18日）                                |                                               |
| XX     | 1972            | ミュンヘン                | デトロイト マドリード モントリオール | 第64次総会 ローマ （1966年4月26日）                                             |                                               |
| XXI    | 1976            | モントリオール            | ロサンゼルス モスクワ | 第69次総会 アムステルダム （1970年5月12日）                                     |                                               |
| XXII   | 1980            | モスクワ                  | ロサンゼルス | 第75次総会 ウィーン （1974年10月23日）                                          |                                               |
| XXIII  | 1984            | ロサンゼルス              | （他都市立候補なし） | 第80次総会 アテネ （1978年5月18日）                                             |                                               |
| XXIV   | 1988            | ソウル                    | 名古屋 | 第84次総会 バーデン＝バーデン （1981年9月30日）                                 |                                               |
| XXV    | 1992            | バルセロナ                | アムステルダム ベオグラード バーミンガム ブリスベン パリ                                                                                            | 第91次総会 ローザンヌ （1986年10月17日）                                        |                                               |
| XXVI   | 1996            | アトランタ                | アテネ ベオグラード マンチェスター メルボルン トロント                                                                                              | 第96次総会 東京 （1990年9月18日）                                               |                                               |
| XXVII  | 2000            | シドニー                  | 北京 ベルリン イスタンブール マンチェスター ブラジリア                                                                                              | 第101次総会 モンテカルロ （1993年9月23日）                                      |                                               |
| XXVIII | 2004            | アテネ                    | ブエノスアイレス ケープタウン ローマ ストックホルム                                                                                                 | イスタンブール リール リオデジャネイロ サンクトペテルブルク サンフアン セビリア | 第106次総会 ローザンヌ （1997年9月5日）       |
| XXIX   | 2008 詳細       | 北京                      | イスタンブール 大阪 パリ トロント | バンコク カイロ ハバナ クアラルンプール セビリア                                | 第112次総会 モスクワ （2001年7月13日）        |
| XXX    | 2012 詳細       | ロンドン                  | マドリード モスクワ ニューヨーク パリ | ハバナ イスタンブール ライプツィヒ リオデジャネイロ                             | 第117次総会 シンガポール （2005年7月6日）     |
| XXXI   | 2016 詳細       | リオデジャネイロ          | シカゴ 東京 マドリード | バクー ドーハ プラハ                                                            | 第121次総会 コペンハーゲン （2009年10月2日）  |
| XXXII  | 2020 詳細       | 東京                      | イスタンブール マドリード | バクー ドーハ ローマ                                                            | 第125次総会 ブエノスアイレス （2013年9月7日） |
| XXXIII | 2024 詳細       | パリ                      | ロサンゼルス | ローマ ハンブルク ブダペスト                                                    | 第131次総会 リマ （2017年9月13日）            |
| XXXIV  | 2028 詳細       | ロサンゼルス              | （他都市立候補なし） |                                                                                 | 第131次総会 リマ （2017年9月13日）            |
| XXXV   | 2032 詳細（en） | ブリスベン                | (他都市立候補なし） | 第138次総会 東京 （2021年7月21日）                                              |                                               |

## 冬季オリンピック
| 回    | 年                     | 最終候補都市                                       | 最終候補都市                                                                           | その他の候補都市                                | 開催都市を決定したIOC総会                      |
| 回    | 年                     | 開催都市                                           | その他の立候補都市                                                                     | その他の候補都市                                | 開催都市を決定したIOC総会                      |
| ----- | ---------------------- | -------------------------------------------------- | -------------------------------------------------------------------------------------- | ----------------------------------------------- | ---------------------------------------------- |
| I     | 1924                   | シャモニー                                         |                                                                                        |                                                 | 第19次総会 ローザンヌ （1921年6月2日）         |
| II    | 1928                   | サンモリッツ                                       | ダボス エンゲルベルク                                                                  | 第24次総会 リスボン （1926年5月6日）            |                                                |
| III   | 1932                   | レークプラシッド                                   | ベア・マウンテン デンバー ダルース ミネアポリス モントリオール オスロ ヨセミテ・バレー | 第27次総会 ローザンヌ （1929年4月10日）         |                                                |
| IV    | 1936                   | ガルミッシュ＝パルテンキルヒェン                   | モントリオール サンモリッツ                                                            | 第31次総会 ウィーン （1933年6月7日）            |                                                |
|       | 1940                   | 札幌 サンモリッツ ガルミッシュ＝パルテンキルヒェン |                                                                                        | 第36次総会 ワルシャワ （1937年6月9日）          |                                                |
| 1944  | コルティナダンペッツォ | モントリオール オスロ                              | 第38次総会 ロンドン （1939年6月9日）                                                   |                                                 |                                                |
| V     | 1948                   | サンモリッツ                                       | レークプラシッド                                                                       | 第39次総会 ローザンヌ （1946年9月3日〜6日）     |                                                |
| VI    | 1952                   | オスロ                                             | コルティナダンペッツォ レークプラシッド                                                | 第40次総会 ストックホルム （1947年6月21日）     |                                                |
| VII   | 1956                   | コルティナダンペッツォ                             | コロラドスプリングス レークプラシッド モントリオール                                   | 第43次総会 ローマ （1949年4月28日）             |                                                |
| VIII  | 1960                   | スコーバレー                                       | ガルミッシュ＝パルテンキルヒェン インスブルック サンモリッツ                           | 第50次総会 パリ （1955年6月15日）               |                                                |
| IX    | 1964                   | インスブルック                                     | カルガリー ラハティ                                                                    | 第55次総会 ミュンヘン （1959年5月26日）         |                                                |
| X     | 1968                   | グルノーブル                                       | カルガリー ラハティ レークプラシッド オスロ 札幌                                       | 第61次総会 インスブルック （1964年1月28日）     |                                                |
| XI    | 1972                   | 札幌                                               | バンフ ラハティ ソルトレイクシティ                                                     | 第64次総会 ローマ （1966年4月26日）             |                                                |
| XII   | 1976                   | デンバー （ インスブルック）                       | シオン タンペレ バンクーバー                                                           | 第69次総会 アムステルダム （1970年5月12日）     |                                                |
| XIII  | 1980                   | レークプラシッド                                   | バンクーバー                                                                           | 第75次総会 ウィーン （1974年10月23日）          |                                                |
| XIV   | 1984                   | サラエボ                                           | ヨーテボリ 札幌                                                                        | 第80次総会 アテネ （1978年5月18日）             |                                                |
| XV    | 1988                   | カルガリー                                         | コルティナダンペッツォ ファールン                                                      | 第84次総会 バーデン・バーデン （1981年9月30日） |                                                |
| XVI   | 1992                   | アルベールビル                                     | アンカレジ ベルヒテスガーデン コルティナダンペッツォ ファールン リレハンメル ソフィア  | 第91次総会 ローザンヌ （1986年10月17日）        |                                                |
| XVII  | 1994                   | リレハンメル                                       | アンカレジ エステルスンド ソフィア                                                     | 第94次総会 ソウル （1988年9月15日）             |                                                |
| XVIII | 1998                   | 長野                                               | アオスタ ハカ エステルスンド ソルトレイクシティ                                        | 第97次総会 バーミンガム （1991年6月15日）       |                                                |
| XIX   | 2002                   | ソルトレイクシティ                                 | エステルスンド ケベック・シティー シオン                                               | グラーツ ハカ ポプラト ソチ タルヴィージオ      | 第104次総会 ブダペスト （1995年6月16日）       |
| XX    | 2006                   | トリノ                                             | シオン                                                                                 | ヘルシンキ クラーゲンフルト ポプラト ザコパネ   | 第109次総会 ソウル （1999年6月19日）           |
| XXI   | 2010 詳細              | バンクーバー                                       | ベルン 平昌 ザルツブルク                                                               | アンドラ・ラ・ベリャ ハルビン ハカ サラエボ     | 第115次総会 プラハ （2003年7月2日）            |
| XXII  | 2014 詳細              | ソチ                                               | 平昌 ザルツブルク                                                                      | アルマトイ ボルジョミ ハカ ソフィア             | 第119次総会 グアテマラシティ （2007年7月4日）  |
| XXIII | 2018 詳細              | 平昌                                               | アヌシー ミュンヘン                                                                    |                                                 | 第123次総会 ダーバン （2011年7月6日）          |
| XXIV  | 2022 詳細              | 北京                                               | アルマトイ                                                                             | オスロ リヴィウ クラクフ ストックホルム         | 第128次総会 クアラルンプール （2015年7月31日） |
| XXV   | 2026 詳細              | コルティナダンペッツォ／ミラノ                     | ストックホルム／オーレ                                                                 | エルズルム グラーツ シオン カルガリー           | 第134次総会 ローザンヌ （2019年6月24日）       |
| XXVI  | 2030 詳細              | アルプス                                           | 5候補地                                                                                | 5候補地                                         | 第142次総会 パリ （2024年7月25日）             |
| XXVII | 2034                   | ソルトレークシティー                               |                                                                                        |                                                 | 第142次総会 パリ （2024年7月25日）             |

## 立候補都市一覧（夏季）
| 国地域           | 都市                 | 立候補回数（招致大会）                                  |
| ---------------- | -------------------- | ------------------------------------------------------- |
| ギリシャ         | アテネ               | 4（1896,1944,1996,2004）                                |
| アメリカ合衆国   | デトロイト           | 7（1944,1952,1956,1960,1964,1968,1972）                 |
| フランス         | パリ                 | 6（1900,1924,1992,2008,2012,2024）                      |
| アメリカ合衆国   | セントルイス         | 1（1904）                                               |
| アメリカ合衆国   | シカゴ               | 4（1904,1952,1956,2016）                                |
| イギリス         | ロンドン             | 4（1908,1944,1948,2012）                                |
| ドイツ           | ベルリン             | 4（1908,1916,1936,2000）                                |
| イタリア         | ミラノ               | 1（1908）                                               |
| イタリア         | ローマ               | 9（1908,1924,1936,1940,1944,1960,2004,2020,2024）       |
| スウェーデン     | ストックホルム       | 3（1912,1956,2004）                                     |
| エジプト         | アレクサンドリア     | 2（1916,1936）                                          |
| オランダ         | アムステルダム       | 6（1916,1920,1924,1928,1952,1992）                      |
| ベルギー         | ブリュッセル         | 3（1916,1960,1964）                                     |
| ハンガリー       | ブダペスト           | 6（1916,1920,1936,1944,1960,2024）                      |
| アメリカ合衆国   | クリーブランド       | 2（1916,1920）                                          |
| アメリカ合衆国   | アトランタ           | 2（1920,1996）                                          |
| ベルギー         | アントワープ         | 1（1920）                                               |
| キューバ         | ハバナ               | 3（1920,2008,2012）                                     |
| フランス         | リヨン               | 2（1920,1968）                                          |
| アメリカ合衆国   | フィラデルフィア     | 4（1920,1948,1952,1956）                                |
| スペイン         | バルセロナ           | 4（1924,1936,1940,1992）                                |
| アメリカ合衆国   | ロサンゼルス         | 10（1924,1928,1932,1948,1952,1956,1976,1980,1984,2028） |
| チェコ           | プラハ               | 2（1924,2016）                                          |
| アルゼンチン     | ブエノスアイレス     | 4（1936,1956,1968,2004）                                |
| ドイツ           | ケルン               | 1（1936）                                               |
| ドイツ           | ニュルンベルク       | 1（1936）                                               |
| スイス           | ローザンヌ           | 4（1936,1944,1948,1960）                                |
| ブラジル         | リオデジャネイロ     | 4（1936,2004,2012,2016）                                |
| フィンランド     | ヘルシンキ           | 4（1936,1940,1944,1952）                                |
| アイルランド     | ダブリン             | 1（1936）                                               |
| ドイツ           | フランクフルト       | 1（1936）                                               |
| 日本             | 東京                 | 5（1940,1960,1964,2016,2020）                           |
| カナダ           | モントリオール       | 3（1944,1972,1976）                                     |
| アメリカ合衆国   | ミネアポリス         | 3（1948,1952,1956）                                     |
| アメリカ合衆国   | ボルチモア           | 1（1948）                                               |
| メキシコ         | メキシコシティ       | 3（1956,1960,1968）                                     |
| オーストラリア   | メルボルン           | 2（1956,1996）                                          |
| アメリカ合衆国   | サンフランシスコ     | 1（1956）                                               |
| オーストリア     | ウィーン             | 1（1964）                                               |
| ドイツ           | ミュンヘン           | 1（1972）                                               |
| スペイン         | マドリード           | 4（1972,2012,2016,2020）                                |
| ロシア           | モスクワ             | 3（1976,1980,2012）                                     |
| 韓国             | ソウル               | 1（1988）                                               |
| 日本             | 名古屋               | 1（1988）                                               |
| イギリス         | バーミンガム         | 1（1992）                                               |
| セルビア         | ベオグラード         | 2（1992,1996）                                          |
| オーストラリア   | ブリスベン           | 2（1992,2032）                                          |
| イギリス         | マンチェスター       | 2（1996,2000）                                          |
| ブラジル         | ブラジリア           | 1（2000）                                               |
| カナダ           | トロント             | 2（1996,2008）                                          |
| 中国             | 北京                 | 2（2000,2008）                                          |
| トルコ           | イスタンブール       | 5（2000,2004,2008,2012,2020）                           |
| オーストラリア   | シドニー             | 1（2000）                                               |
| 南アフリカ共和国 | ケープタウン         | 1（2004）                                               |
| フランス         | リール               | 1（2004）                                               |
| ロシア           | サンクトペテルブルク | 1（2004）                                               |
| プエルトリコ     | サンフアン           | 1（2004）                                               |
| スペイン         | セビリア             | 2（2004,2008）                                          |
| 日本             | 大阪                 | 1（2008）                                               |
| タイ             | バンコク             | 1（2008）                                               |
| エジプト         | カイロ               | 1（2008）                                               |
| マレーシア       | クアラルンプール     | 1（2008）                                               |
| アメリカ合衆国   | ニューヨーク         | 1（2012）                                               |
| ドイツ           | ライプツィヒ         | 1（2012）                                               |
| アゼルバイジャン | バクー               | 2（2016,2020）                                          |
| カタール         | ドーハ               | 2（2016,2020）                                          |
| ドイツ           | ハンブルク           | 1（2024）                                               |

## 立候補都市一覧（冬季）
| 国・地域                 | 都市                             | 立候補回数（招致大会）             |
| ------------------------ | -------------------------------- | ---------------------------------- |
| フランス                 | シャモニー                       | 1（1924）                          |
| スイス                   | サンモリッツ                     | 5（1928,1936,1940,1948,1960）      |
| スイス                   | ダボス                           | 1（1928）                          |
| スイス                   | エンゲルベルク                   | 1（1928）                          |
| アメリカ合衆国           | レークプラシッド                 | 6（1932,1948,1952,1956,1968,1980） |
| アメリカ合衆国           | ベア・マウンテン                 | 1（1932）                          |
| アメリカ合衆国           | デンバー                         | 2（1932,1976）                     |
| アメリカ合衆国           | ダルース                         | 1（1932）                          |
| アメリカ合衆国           | ミネアポリス                     | 1（1932）                          |
| カナダ                   | モントリオール                   | 4（1932,1936,1944,1956）           |
| ノルウェー               | オスロ                           | 5（1932,1944,1952,1968,2022）      |
| アメリカ合衆国           | ヨセミテ・バレー                 | 1（1932）                          |
| ドイツ                   | ガルミッシュ＝パルテンキルヒェン | 3（1936,1940,1960）                |
| 日本                     | 札幌                             | 5（1940,1968,1972,1984,）          |
| イタリア                 | コルティナダンペッツォ           | 6（1944,1952,1956,1988,1992,2026） |
| アメリカ合衆国           | コロラドスプリングス             | 1（1956）                          |
| アメリカ合衆国           | スコーバレー                     | 1（1960）                          |
| オーストリア             | インスブルック                   | 3（1960,1964,1976）                |
| カナダ                   | カルガリー                       | 4（1964,1968,1988,2026）           |
| フィンランド             | ラハティ                         | 3（1964,1968,1972）                |
| フランス                 | グルノーブル                     | 1（1968）                          |
| カナダ                   | バンフ                           | 1（1972）                          |
| アメリカ合衆国           | ソルトレイクシティ               | 3（1972,1998,2002）                |
| スイス                   | シオン                           | 4（1976,2002,2006,2026）           |
| フィンランド             | タンペレ                         | 1（1976）                          |
| カナダ                   | バンクーバー                     | 3（1976,1980,2010）                |
| ボスニア・ヘルツェゴビナ | サラエボ                         | 2（1984,2010）                     |
| スウェーデン             | ヨーテボリ                       | 1（1984）                          |
| スウェーデン             | ファールン                       | 2（1988,1992）                     |
| フランス                 | アルベールビル                   | 1（1992）                          |
| アメリカ合衆国           | アンカレジ                       | 2（1992,1994）                     |
| ドイツ                   | ベルヒテスガーデン               | 1（1992）                          |
| ノルウェー               | リレハンメル                     | 2（1992,1994）                     |
| ブルガリア               | ソフィア                         | 3（1992,1994,2014）                |
| スウェーデン             | エステルスンド                   | 3（1994,1998,2002）                |
| 日本                     | 長野                             | 1（1998）                          |
| イタリア                 | アオスタ                         | 1（1998）                          |
| スペイン                 | ハカ                             | 4（1998,2002,2010,2014）           |
| カナダ                   | ケベック・シティー               | 1（2002）                          |
| オーストリア             | グラーツ                         | 2（2002,2026）                     |
| スロバキア               | ポプラト                         | 2（2002,2006）                     |
| ロシア                   | ソチ                             | 2（2002,2014）                     |
| イタリア                 | タルヴィージオ                   | 1（2002）                          |
| イタリア                 | トリノ                           | 1（2006）                          |
| フィンランド             | ヘルシンキ                       | 1（2006）                          |
| オーストリア             | クラーゲンフルト                 | 1（2006）                          |
| ポーランド               | ザコパネ                         | 1（2006）                          |
| スイス                   | ベルン                           | 1（2010）                          |
| 韓国                     | 平昌                             | 3（2010,2014,2018）                |
| オーストリア             | ザルツブルク                     | 2（2010,2014）                     |
| アンドラ                 | アンドラ・ラ・ベリャ             | 1（2010）                          |
| 中国                     | ハルビン                         | 1（2010）                          |
| カザフスタン             | アルマトイ                       | 2（2014,2022）                     |
| ジョージア               | ボルジョミ                       | 1（2014）                          |
| フランス                 | アヌシー                         | 1（2018）                          |
| ドイツ                   | ミュンヘン                       | 1（2018）                          |
| ウクライナ               | リヴィウ                         | 1（2022）                          |
| 中国                     | 北京                             | 1（2022）                          |
| ポーランド               | クラクフ                         | 1（2022）                          |
| スウェーデン             | ストックホルム                   | 2（2022,2026）                     |
| イタリア                 | ミラノ                           | 1（2026）                          |
| トルコ                   | エルズルム                       | 1（2026）                          |
| スウェーデン             | オーレ                           | 1（2026）                          |